# Emma McKeon
Emma McKeon (* 24. Mai 1994 in Wollongong) ist eine ehemalige, australische Schwimmerin. Bei den Olympischen Sommerspielen wurde sie 2016 mit der 4 × 100-m-Freistilstaffel Olympiasiegerin. Über 4 × 100 m und 4 × 200 m Freistil stellte sie in der Staffel Weltrekorde auf. Bei den Olympischen Spielen in Tokio gewann sie sieben Medaillen, darunter vier Goldmedaillen.

## Karriere
Emma McKeon gewann bei den Kurzbahnweltmeisterschaften 2010 ihre erste WM-Medaille: Bronze mit der 4 × 100-m-Lagenstaffel durch Teilnahme am Vorlauf. Bei den Schwimmweltmeisterschaften 2013 gewann McKeon drei Silbermedaillen: über 4 × 100 m Freistil mit Finalteilnahme sowie über 4 × 200 m Freistil und 4 × 100 m Lagen je durch Teilnahme am Vorlauf. Zwei Jahre später wurde McKeon durch ihren Sieg mit der 4 × 100-m-Freistilstaffel erstmals Weltmeisterin.

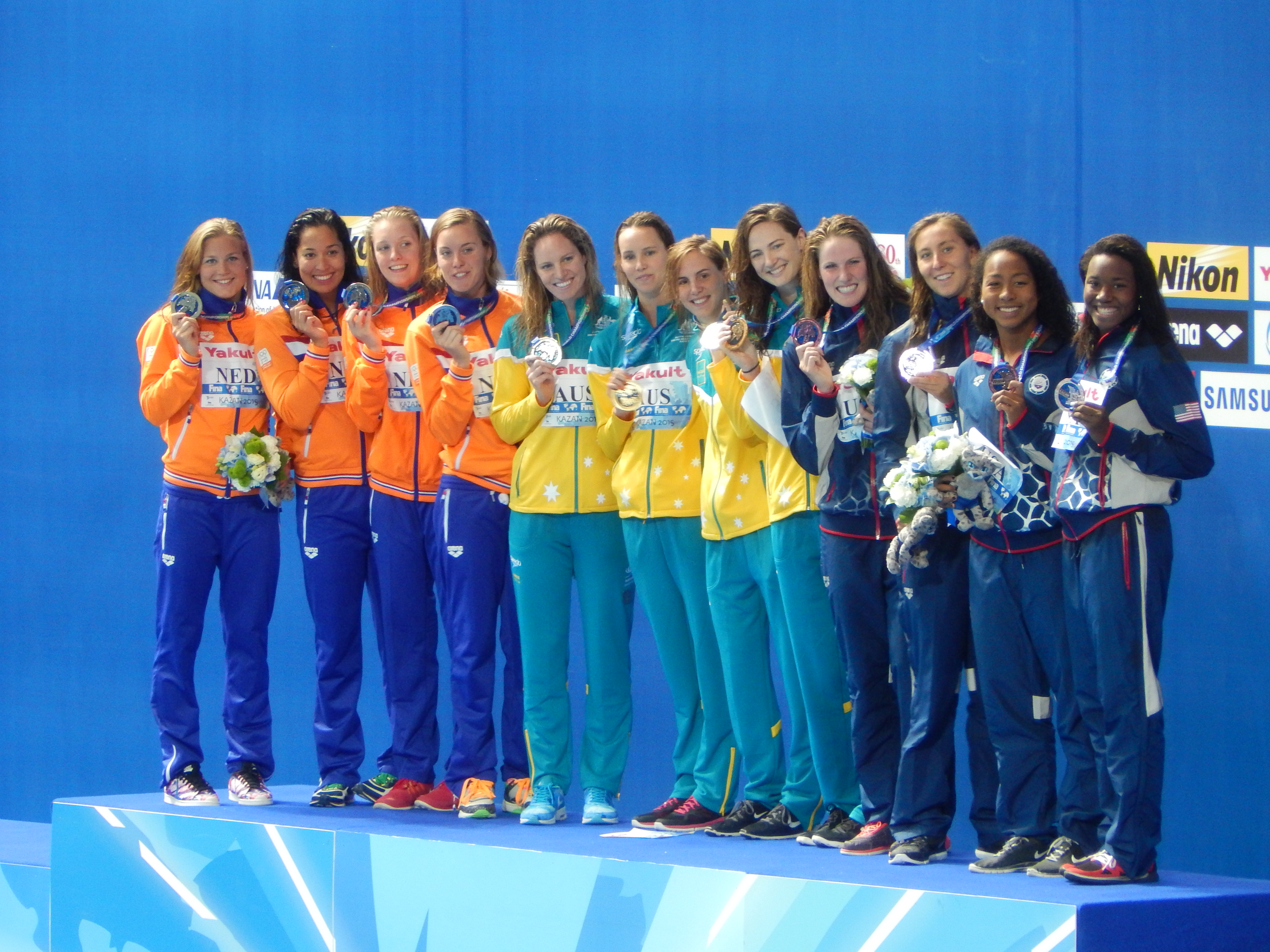
McKeon bei der Siegerehrung 2015 in Kasan

Bei den Olympischen Sommerspielen 2016 in Rio de Janeiro gewann McKeon vier Medaillen. Mit der 4 × 100-m-Freistilstaffel wurde sie zusammen mit Brittany Elmslie, Bronte Campbell und Cate Campbell mit einem neuen Weltrekord im Finale Olympiasiegerin. Über 4 × 200 m Freistil und 4 × 100 m Lagen gewann McKeon eine Silbermedaille. In der Disziplin 200 m Freistil gewann sie Bronze. Über 100 m Schmetterling erreichte McKeon den sechsten Platz, nachdem sie im Halbfinale die zweitbeste Zeit nach Olympiasiegerin Sarah Sjöström geschwommen war. Nach den Olympischen Spielen wurde McKeon die Medaille des Order of Australia verliehen.
Bei den Schwimmweltmeisterschaften 2019 gewann McKeon drei Goldmedaillen. Mit der 4 × 200-m-Freistilstaffel stellte sie dabei im Finale einen neuen Weltrekord auf.
Bei den Olympischen Sommerspielen 2020 in Tokio gewann sie insgesamt 7 Medaillen, was sie zu einer der erfolgreichsten Athletinnen der Olympiageschichte macht. Sie gewann Gold über 100 m Freistil, 4 × 100 m Freistil in der Staffel, 4 × 100 m Lagen in der Staffel und über 50 m Freistil. Zusätzlich gewann sie noch jeweils Bronze in den Disziplinen 100 m Schmetterling, 4 × 100 m Lagen in der gemischten Staffel und 4 × 200 m Freistil in der Staffel.
Im Dezember 2022 gewann McKeon bei den Kurzbahnweltmeisterschaften 2022 in Melbourne vier Gold- und drei Silbermedaillen, nachdem sie an den Schwimmweltmeisterschaften 2022 nicht teilgenommen hatte.
Am 25. November 2024 gab McKeon das Ende ihrer Karriere im aktiven Schwimmsport bekannt.